# Gostiny Dvor (Kronstadt)
Pour les articles homonymes, voir Gostiny Dvor.

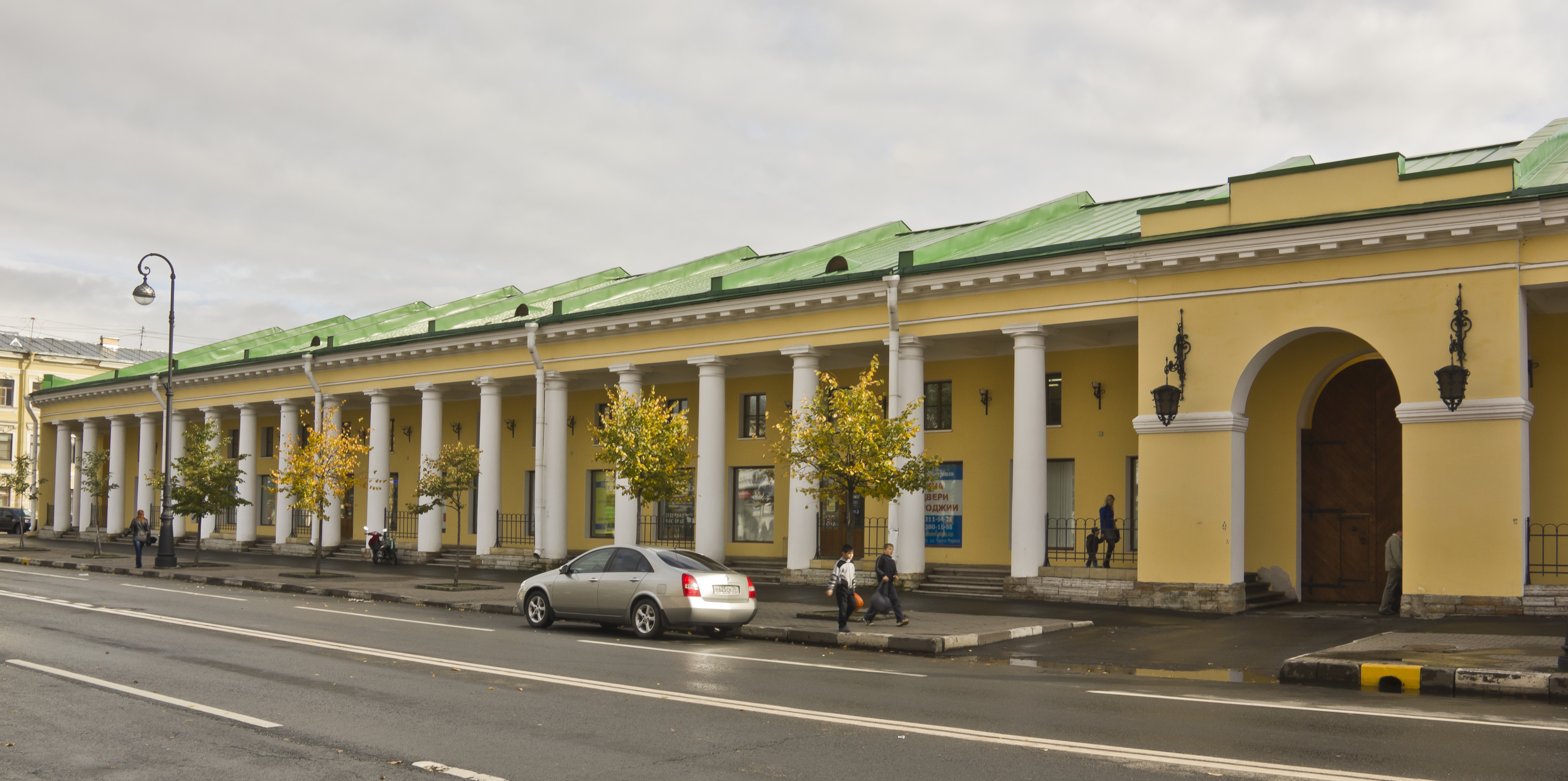

Gostiny Dvor (littéralement « cour des hôtes », ou « halle des marchands ») est un marché du XIXe siècle situé au centre de la ville portuaire de Kronstadt, dans le District de Kronstadt, à Saint-Pétersbourg.

## Histoire
Depuis 1797, des galeries marchandes sont implantées sur le site de Gostiny Dvor. En 1827, la ville fut visitée par Nicolas Ier, qui constata l'état lamentable des lieux et ordonna la construction d'un bâtiment adapté à son usage. Le projet a été créé par V. Maslov (selon d'autres sources, K. Beyle ). Selon le projet, le bâtiment devait devenir une copie plus petite du Gostiny Dvor de Saint-Pétersbourg. Le marché a été construit en 1832.
Sur tout le périmètre de la place des bâtiments il y a une galerie couverte avec une architrave sur colonnes rondes. Les magasins donnaient sur une galerie ; il y avait des entrepôts au deuxième étage et dans les sous-sols .
Le marché a brûlé lors de l'incendie de Kronstadt en 1874. Lors de la restauration, le projet a été légèrement modifié (en particulier, les angles ont été arrondis), mais l'apparence du bâtiment est toujours visible.
Fait intéressant, lors de la restauration, un différend a éclaté entre commerçants sur la couleur à peindre : gris ou jaune. Ils ne sont jamais parvenus à une décision commune et, par conséquent, la moitié du bâtiment est devenue grise et l'autre jaune. L'uniformité n'a été atteinte que dans les années 1890 - le bâtiment a été aligné sur le plan original.
En 1917, certains magasins ont été regroupés pour créer de grandes salles de marché de faible hauteur. En 1953-1966, les locaux ont été reconstruits : les plafonds entre les étages ont été démontés et d'autres travaux ont été réalisés pour organiser les locaux et les mettre aux normes modernes.
La dernière restauration a eu lieu en 2004-2008.